# والتر هوهمان
والتر هوهمان (آلمانی: Walter Hohmann; زاده ۱۸ مارس ۱۸۸۰ - درگذشته ۱۱ مارس ۱۹۴۵) یک مهندس اهل آلمان که سهم مهمی در مشارکت و درک مدار (سیاره) بر عهده داشت.